# Üzenet (album)
Az Üzenet a Republic stúdióalbuma 1998-ból.
Legismertebb slágere a „16 tonna” fekete szén, ami a Merle Travis amerikai énekes és őutána sok más előadó feldolgozásában a negyvenes-ötvenes években  világhírűvé vált Sixteen Tons c. amerikai folk-blues sláger meglehetős szöveghű, zeneileg azonban lazább, a magyar fordítás számára átritmizált feldolgozása.
Első ízben írt dalszövegeket és énekelt Tóth Zoltán is (Méz Áron kuckója, John Lennon).
Az eredeti kiadó, az MI5 Records néhány év után megszűnt, így az album nehezen beszerezhetővé vált, egészen 2007-ig, amikor az EMI a Boldogság.hu és az Üzenet című albumokat dupla-CD-n újra megjelentette.

## Dalok
Amely daloknál a szerzőséget nem jelöltük, Cipő szerzeményei.
1. Igaz volt minden szó
2. Feljön a nap az égen (Tóth Zoltán–Bódi László)
3. Születni kell...[1]
4. „16 tonna” fekete szén
5. Megy a gomba
6. Könnyek helyett (Boros Csaba–Bódi László)
7. Méz Áron kuckója (Tóth Zoltán)
8. Engedem csináljon bármit
9. A mosoly az arcodon
10. Az utca mindkét oldalán (Patai Tamás–Bódi László)
11. Lélegző sárga dallamok (Patai Tamás–Bódi László)
12. John Lennon (Tóth Zoltán)
13. Minden itt van (Tóth Zoltán–Bódi László)
14. Üdvözlöm, szép jó napot (instrumentális) (Tóth Zoltán)

## Közreműködtek
- Tóth Zoltán – Gibson T1 gitár, akusztikus gitár, zongora, ének, vokál
- Patai Tamás – Fender Stratocaster gitár, vokál
- Nagy László Attila – Premier dobok, ütőhangszerek, vokál
- Boros Csaba – Rickenbacker 4001 basszusgitár, vokál
- Cipő „Cipő” – ének, zongora, vokál
- Szabó András – húros hangszerek
- Gulyás Ferenc – tekerőlant, bőrduda
- Megán Ria, Szalma Ilona – próza
- Cser György, Habarits „Éljen” Béla, Szilágyi „Bigyó” László – vokál
- Ternipe együttes, Lakatos Béla vezetésével – vokál

## Videóklipek
- Igaz volt minden szó
- „16 tonna” fekete szén

## Toplistás szereplése
Az album eredeti kiadása 25 héten át szerepelt a Mahasz Top 40-es eladási listáján, legjobb helyezése 2. volt. A Boldogság.huval közös újra kiadott változat három héten át szerepelt a listán, legjobb helyezése 26. volt.